# Jakub Dzirbiński
Jakub Dzirbiński – burmistrz Wielunia w latach 1514–1518, rajca wieluński w 1512 roku, pisarz miejski wieluński w latach 1522–1524, pisarz grodzki wieluński w 1496, 1518 i 1521 roku, pisarz w konsystorzu, kleryk w 1489 roku, szlachcic.